# 錫爾弗克里克 (喬治亞州)
錫爾弗克里克（英語：Silver Creek）是位於美國喬治亞州弗洛伊德縣的一個非建制地區。該地的面積和人口皆未知。

## 地理
錫爾弗克里克的座標為34°10′33″N 85°09′42″W / 34.17583°N 85.16167°W，而該地的平均海拔高度為211米（即692英尺）。